# Tidslinje över svarta hålens fysik
Detta är en tidslinje över svarta hålens fysik uppdelad efter århundraden.

## 1600-talet
- 1640 — Ismaël Boulliau framkastar en gravitationell invers kvadratlag
- 1676 — Ole Rømer visar att ljusets hastighet är begränsad
- 1684 — Isaac Newton skriver ned sin lag om universell gravitation

## 1700-talet
- 1758 — Ruđer Bošković utvecklar sin teori om krafter, där gravitationen kan vara repellerande på små avstånd. Så enligt honom kan så kallade vita hål existera
- 1784 — John Michell diskuterar om kroppar som har en flykthastighet större än ljusets hastighet
- 1795 — Pierre de Laplace diskuterar om kroppar som har en flykthastighet större än ljusets hastighet
- 1798 — Henry Cavendish mäter gravitationskonstanten

## 1800-talet
- 1876 — William Kingdon Clifford framkastar att materiens rörelse kan bero på förändringar i rymdens geometri

## 1900-talet
- 1909 — Albert Einstein och Marcel Grossmann börjar tillsammans utveckla en teori som kopplar en metrisk tensor, som definierar en rymdgeometri, med en tyngdkälla, det vill säga massa
- 1910 — Hans Reissner och Gunnar Nordström definierar Reissner–Nordström-singulariteten, och Hermann Weyl löser ett specialfall för en punktkroppskälla
- 1915 — Albert Einstein presenterar de kompletta fältekvationerna vid Preussiska vetenskapsakademiens möte den 25 november
- 1916 — Karl Schwarzschild löser Einsteins vakuumfältekvationer för oladdade, sfäriskt symmetriska icke-roterande system
- 1917 — Paul Ehrenfest ger konditionella principer för tredimensionell rymd
- 1918 — Hans Reissner och Gunnar Nordström löser Einstein–Maxwells fältekvationer för laddade sfäriskt symmetriska icke-roterande system
- 1918 — Friedrich Kottler får ut Schwarzschilds lösning utan Einsteins vakuumfältekvationer
- 1923 — George Birkhoff bevisar att Schwarzschilds rymdgeometri är den enda sfäriskt symmetriska lösningen till Einsteins vakuumfältekvationer
- 1931 — Subramanyan Chandrasekhar beräknar, med hjälp av den speciella relativitetsteorin, att en icke-roterande kropp av elektrondegenererad materia över en viss begränsningsmassa (vid 1,4 solmassor) inte har några stabila lösningar
- 1939 — Robert Oppenheimer och Hartland Snyder beräknar gravitationskollapsen av en tryckfri homogen vätskesfär i ett svart hål
- 1958 — David Finkelstein teoretiserar att schwarzschildradien är en kausalitetsbarriär: en händelsehorisont för ett svart hål
- 1963 — Roy Kerr löser Einsteins vakuumfältekvationer för oladdade symmetriska rotationssystem, vilket härleder kerrmetriken för roterande svarta hål
- 1963 — Maarten Schmidt upptäcker och analyserar den första kvasaren (3C 273) som en starkt rödförskjuten aktiv galaxkärna på ett avstånd av en miljard ljusår
- 1964 — Roger Penrose bevisar att en imploderande stjärna kommer att skapa en singularitet när den har bildat en händelseshorisont
- 1964 — Jakov Zeldovich och Edwin Salpeter föreslår (oberoende av varandra) att ackretionsskivor kring supermassiva svarta hål är orsaken till de enorma mängderna energi som utstrålas av kvasarer[1]
- 1964 — Hong-Yee Chiu myntar ordet "kvasar" i en artikel i Physics Today
- 1964 — Den första kända användningen av termen "svart hål" görs av journalisten Ann Ewing
- 1965 — Ezra Newman, E. Couch, K. Chinnapared, A. Exton, A. Prakash och Robert Torrence löser Einstein–Maxwells fältekvationer för laddade rotationssystem
- 1966 — Jakov Zeldovich och Igor Novikov föreslår att man söker efter kandidater för svart hål bland binära system där den ena stjärnan avger optiskt ljus men knappt någon röntgenstrålning och vice versa.[1]
- 1967 — Jocelyn Bell upptäcker och analyserar den första radiopulsaren vilket är ett direkt bevis för neutronstjärnors existens[2]
- 1967 — Werner Israel presenterar beviset för att "svarta hål har inget hår" vid King's College London
- 1967 — John Wheeler introducerar termen "svart hål" i sin föreläsning till American Association for the Advancement of Science[1]
- 1968 — Brandon Carter använder Hamilton–Jacobis ekvation att härleda första ordningens rörelseekvationer för en laddad partikel som rör sig i de yttre fälten i ett Kerr–Newman-svart hål
- 1969 — Roger Penrose diskuterar Penroseprocessen för extraktion av rotationsenergin från ett Kerr-svart hål
- 1969 — Roger Penrose framkastar den kosmiska censurförmodan
- 1972 — Identifieringen av Cygnus X-1/HDE 226868 från dynamiska observationer i en röntgenbinär blir den första kandidaten för stellära svarta hål
- 1972 — Stephen Hawking bevisar att arean på ett klassiskt svart håls händelseshorisont inte kan minska
- 1972 — James Bardeen, Brandon Carter och Stephen Hawking föreslår fyra lagar om svarta hålens mekanik i analogi med lagarna för termodynamik
- 1972 — Jacob Bekenstein föreslår att svarta hål har en entropi som är proportionell mot ytan på grund av effekterna av informationsförlusten
- 1974 — Stephen Hawking tillämpar kvantfältteorin i den krökta rumtiden kring ett svart hål och visar att det kommer att stråla ut partiklar med ett svartkroppsspektrum, vilket får hålets massa att – extremt långsamt – minska
- 1975 — James Bardeen och Jacobus Petterson visar att rumtidens virvlar kring ett roterande svart hål kan fungera som ett gyroskop som stabiliserar ackretionsskivans och jetstrålarnas orientering
- 1989 — Identifiering av mikrokvasaren V404 Cygni som en kandidat för ett binärt system
- 1994 — Charles Townes och hans kollegor observerar joniserad neongas som snurrar runt centrum av vår galax med så höga hastigheter att ett svart hål med en massa på 3 miljoner solar måste finnas i mitten[3]

## 2000-talet
- 2002 — Astronomer vid Max Planck-institutet för utomjordisk fysik presenterar bevis för hypotesen att Sagittarius A* är ett supermassivt svart hål i mitten av Vintergatan.
- 2002 — Chandra-teleskopet av NASA identifierar dubbla galaktiska svarta hål-system i den sammanslagna galaxen NGC 6240
- 2004 — Ytterligare observationer från ett team från UCLA visar ännu starkare bevis som stöder Sagittarius A* som ett svart hål
- 2006 — Event Horizon Telescope (EHT) börjar samla in data
- 2012 — Första visuella bevisen på svarta hål: Suvi Gezaris team vid Johns Hopkins University använder Hawaii-teleskopet Pan-STARRS 1 och publicerar bilder av ett supermassivt svart hål 2,7 miljoner ljusår bort som sväljer en röd jätte[4]
- 2015 — LIGO upptäckter karakteristiska gravitationsvågor från ett binärt system av svart hål som slår samman till ett svart hål, vilket ger de grundläggande parametrarna (exempelvis avstånd, massa och rotation) hos de tre involverade roterande svarta hålen
- 2019 — EHT-samarbetet släpper den första direkta bilden av ett svart hål, det supermassiva M87* i kärnan i galaxen Messier 87